# Takydromus wolteri
Takydromus wolteri är en ödleart som beskrevs av  Fischer 1885. Takydromus wolteri ingår i släktet Takydromus och familjen lacertider. Inga underarter finns listade i Catalogue of Life.